# لاک لا بل (میشیگان)
لاک لا بل (به انگلیسی: Lac La Belle) یک منطقهٔ مسکونی در ایالات متحده آمریکا است که در میشیگان واقع شده‌است.